# Parafia Najświętszego Serca Jezusowego w Złochowicach
Parafia Najświętszego Serca Jezusowego w Złochowicach – parafia rzymskokatolicka znajdująca się w archidiecezji częstochowskiej, w dekanacie Kłobuck, erygowana w 1918 roku.